# Томас, Курт (гимнаст)
Курт Бильто Томас (англ. Kurt Bilteaux Thomas; 29 марта 1956, Майами, Флорида, США — 5 июня 2020) — американский гимнаст, трёхкратный чемпион мира, участник Олимпийских игр.

## Биография
Курт Бильто Томас родился 29 марта 1956 года в Майами, штат Флорида. В 1976 году, учась в государственном университете Индианы в городе Терре-Хот, Томас получил возможность принять участие в Олимпийских играх в Монреале, где занял 21-е место в индивидуальном многоборье и 7-е в составе сборной в командных соревнованиях.
В 1978 году на чемпионате мира в Страсбурге выиграл золотую медаль в вольных упражнениях, войдя в историю как первый американский гимнаст-мужчина, первенствовавший на чемпионатах мира в этой дисциплине.
В 1979 году завоевал шесть наград на чемпионате мира в Форт-Уэрте, включая золото на перекладине и в вольных упражнениях, серебро в индивидуальном многоборье, упражнениях на брусьях и на коне. В том же году стал первым гимнастом, получившим приз Джеймса Салливана в номинации «Лучший спортсмен-любитель в США».
В 1980 году был одним из претендентов на награды Олимпийских игр в Москве, но не принял в них участие из-за бойкота этих соревнований правительством США.
С 1996 года был женат на танцовщице Ребекке Джонс, которая ставила хореографию для гимнастических выступлений. Вместе с женой открыл тренировочный центр в городе Фриско, штат Техас. В 2003 году введён в Международный зал славы гимнастики.

## Интересные факты
- В честь Курта Томаса названы два гимнастических упражнения — «круги Томаса» (акробатическое упражнение на коне) и «сальто Томаса» (полуторное сгруппированное сальто назад, переходящее в полуторный кувырок с переворотом). «Круги Томаса», исполняемые на гимнастическом коне, а также на полу, разрабатывались на протяжении нескольких лет специалистами по гимнастике на коне. Однако в гимнастике, согласно уставу, новые движения и упражнения получают своё название в честь гимнаста, впервые выполнившего их на международных соревнованиях.
- В 1985 году Томас снялся в фильме «Гимката» («Смертельное многоборье»/«Гимнастика и Карате»). Он сыграл атлета, которого правительство США отправило на смертельные состязания под названием «Игра».
- Участвовал в телевизионном сериале «Признание» (True Confessions) и работал комментатором на спортивном канале ESPN.